# Night Shade
Pour les articles homonymes, voir Nightshade.
Pour plus de détails, voir Fiche technique et Distribution.
Night Shade est un film d'horreur américain réalisé par Fred Olen Ray, avec Tim Abell, Teresa Politi et Tane McClure, sorti en 1996.

## Synopsis
Scott Travers, un jeune veuf, n’a plus de goût à rien depuis qu’il a perdu sa femme Jennifer. Il a beaucoup de mal à surmonter ce deuil, et sa défunte épouse revient souvent hanter ses rêves. Un jour, il commence à recevoir des e-mails bizarres. Une inconnue lui donne rendez-vous dans un club de striptease. Intrigué, il se décide à aller sur place, et il y fait une découverte choquante : une jeune femme fait du lap dance et se dénude pour les clients. Ce n’est autre que Jennifer. Pressée de questions par Scott, Jennifer lui confie alors que cet endroit est son refuge, mais qu'elle ne peut pas lui en dire davantage. Scott va finir par faire une autre découverte, encore plus choquante : sa femme est devenue un vampire.

## Distribution
- Tim Abell : Scott Travers
- Teresa Politi : Jennifer Travers
- Tane McClure : Charmagne
- Jennifer Burton : Alison Blair
- Ross Hagen : Détective Crank
- Don Scribner : Jack Slayton
- Gabriella Hall : Stacey
- Peter Spellos : Laszlo
- Robert Baldwin : Thomas
- Nikki Fritz : Fille léopard
- Bianca Rocilili : la gardienne
- Kimberly A. Ray : serveuse vampire
- Sean O'Bannon : barman
- Tony Lorea : Sergent Lester
- Bob Bragg : Flic #1[1]

## Production
Le film est sorti le 1er juin 1996 aux États-Unis, son pays d'origine, et en France le 1er janvier 1997.